# Министерство государственного контроля СССР
Министе́рство госуда́рственного контро́ля СССР — центральный союзно-республиканский орган государственного управления СССР, осуществлявший  надзор за производственной, хозяйственной и финансовой деятельностью государственных, кооперативных, общественных  организаций, учреждений, предприятий. Министерство государственного контроля СССР осуществляло руководство деятельностью соответствующих министерств государственного контроля союзных республик, входивших в СССР.

## История

### Народный комиссариат
Народный комиссариат государственного контроля СССР (Наркомгоскон СССР) был образован на основании Указа Президиума Верховного Совета СССР от 6 сентября 1940 года, с одновременной ликвидацией Комиссии советского контроля при СНК СССР и Главного военного контроля СССР. 
Положение о наркомате утверждено СНК СССР 15 октября 1940 года.

#### Руководство
Народный комиссар
- Лев Захарович Мехлис (6 сентября 1940 — 21 июня 1941)
- (и.о.) Василий Федорович Попов (22 июня 1941 — 15 марта 1946)

### Министерство
15 марта 1946 года V сессия Верховного Совета СССР приняла Закон о преобразовании Совета Народных Комиссаров СССР в Совет Министров СССР, а народных комиссариатов — в министерства. 
Наркомат государственного контроля СССР был преобразован в Министерство государственного контроля  СССР (Мингоскон СССР). Соответствующие изменения в Конституцию СССР были внесены лишь 25 февраля 1947 года. 
23 августа 1957 года Указом Президиума Верховного Совета СССР Министерство госконтроля СССР было упразднено.

#### Руководство
Министры государственного контроля СССР
- Лев Захарович Мехлис (19 марта 1946 — 27 октября 1950)
- Всеволод Николаевич Меркулов (27 октября 1950 — 22 мая 1953)
- (и.о.) Александр Семенович Павельев (23 мая 1953 — 16 декабря 1953)
- Василий Гаврилович Жаворонков (16 декабря 1953 — 21 ноября 1956)
- Вячеслав Михайлович Молотов (21 ноября 1956 — 29 июня 1957)

Заместители министра государственного контроля
На 11 апреля 1946 года, утвержденные Советом Министров СССР по представлению министра государственного контроля:
- В. Ф. Попов (по общим вопросам), A.C. Гафаров, И. Е. Баранов, И.Т. Скиданенко, В.А. Леонтьев, А.Я. Ципко, С.Г. Емельянов.

### Место хранения архивного фонда
Государственный архив Российской Федерации (быв. ЦГАОР), фонд Р-8300, 80 описей, 46374 единиц хранения, 1936 - 1958, из них по личному составу 9695 единиц хранения за 1940 - 1958 год.
Многие исходящие документы наркомата (министерства) государственного контроля СССР могут находиться на хранении в иных фондах Государственного архива Российской Федерации, например в фонде СНК СССР (Совмина СССР), а так же в иных государственных архивах, например в РГАСПИ (быв. Центральный партийный архив Института марксизма-ленинизма при ЦК КПСС), хранящего архив ЦК КПСС (фонд 17), то есть там, куда документы наркомата (министерства) государственного контроля СССР направлялись.

## Структура

### Центрального аппарата
Основные подразделения: коллегия наркомата (министерства), секретариат (канцелярия), управление делами (хозяйственное), управление (отдел) кадров, организационно-инструкторское управление (отдел), юридический отдел, финансовый отдел, редакционно-издательский отдел, секретно-шифровальный отдел, архивный отдел; бюро жалоб и заявлений, библиотека и др.

### Группы главных контролеров
- Территориальные группы (например, группа Главного контролера по Ярославской области).
- Функционально-производственные (отраслевые) группы (например, группа Главного контролера по наркомату вооружений СССР) и т.п.

В группу Главного контролера входили старшие контролеры и контролеры наркомата (министерства) государственного контроля.

## Основные задачи и функции
- Контроль за строгим и неуклонным исполнением постановлений и распоряжений Правительства СССР;
- Внесение на рассмотрение Правительства СССР, правительств союзных республик отдельных вопросов, имеющих народохозяйственное значение, вытекающих из материалов ревизий и проверок;
- Представление в Правительство СССР, правительства союзных республик заключений по исполнению государственного бюджета СССР и государственных бюджетов союзных республик;
- Проведение ревизий, проверок государственных, кооперативных, общественных организаций, учреждений и предприятий СССР;
- Контроль за достоверностью статистических и иных отчетных сведений;
- Контроль за порядком хранения, расходования, использования материальных ценностей.

## Основные полномочия
- Докладывать в Правительство СССР о результатах важнейших ревизий и проверок;
- Направлять сводные материалы ревизий и проверок непосредственно министрам СССР, министрам союзных республик, руководителям иных ведомств и центральных учреждений для принятия в оперативном порядке мер к устранению вскрытых нарушений и недостатков;
- Давать руководителям и должностным лицам государственных, кооперативных, общественных организаций, учреждений и предприятий СССР обязательные для них указания о предоставлении в установленные сроки объяснений и справок по вопросам, связанным с проведением проверок и ревизий;
- Давать руководителям и должностным лицам государственных, кооперативных, общественных организаций, учреждений и предприятий СССР обязательные для них указания об устранении вскрытых нарушений и недостатков, с извещением руководителей соответствующих министерств и ведомств;
- Изымать в государственных, кооперативных, общественных организациях, учреждениях и предприятиях СССР подлинные документы, связанные с подлогами и хищениями государственных денежных средств и материальных ценностей, в тех случаях, когда сохранность этих документов не гарантируется на месте;
- Присутствовать на различного рода заседаниях, совещаниях, проводимых в государственных, кооперативных, общественных организациях, учреждениях и предприятиях СССР, путём направления представителей Госконтроля;
- Осматривать производственные, складские, служебные помещения, сооружения, объекты строительства и др.;
- Привлекать для участия в проведении ревизий, проверок экспертов и сведущих лиц;
- Налагать министром государственного контроля с согласия заместителя Председателя Совета Министров СССР дисциплинарные взыскания на руководителей и должностных лиц государственных, кооперативных, общественных организаций, учреждений и предприятий СССР, таких как постановка на вид, выговор, строгий выговор, за неисполнение постановлений и распоряжений Правительства СССР и за другие нарушения, выявленные по результатам ревизий и проверок;
- Публиковать в печати, по указанию министра государственного контроля СССР или союзной республики, сведения о наложенных на руководителей и должностных лиц дисциплинарных взысканиях;
- Отстранять, с разрешения Правительства СССР или правительства союзной республики, виновных лиц от занимаемой должности;
- Налагать на виновных лиц денежные начеты, если их неправильные действия или бездействие привели к причинению ущерба государству;
- Привлекать в установленном законом порядке виновных руководителей и должностных лиц к судебной ответственности, в случае, если в их действиях (бездействии) усматриваются признаки преступлений, предусмотренных Уголовным кодексом РСФСР или уголовным кодексом соответствующей союзной республики.